# Eulemur cinereiceps
Espèce
Statut de conservation UICN

 CR A4cde : 
En danger critique
Statut CITES

Le Lémur à collier blanc, ou Lémur à tête grise ou encore Maki à fraise (Eulemur cinereiceps) est une espèce de primates lémuriformes de la famille des Lemuridae. Comme tous les lémuriens, il est endémique de l'île de Madagascar.

## Classification
De récentes données génétiques et morphologiques ont suggéré que le taxon E. albocollaris était en fait un synonyme de E. cinereiceps.
Ce taxon était anciennement considéré comme une sous-espèce d'Eulemur fulvus (Eulemur fulvus albocollaris).

## Répartition et habitat
Il est présent dans le sud-est de Madagascar. Il vit dans la forêt tropicale humide de basse altitude (du niveau de la mer jusqu'à 900 m).